# Premio Gottfried Keller
El Premio Gottfried Keller es el más antiguo de todos los galardones literarios que se otorgan en Suiza.  Fue creado por Martin Bodmer y toma su nombre del poeta suizo en lengua alemana Gottfried Keller. El Gottfried Keller se otorga cada dos o tres años.

## Ganadores
- 1922: Jakob Bosshart
- 1925: Heinrich Federer
- 1927: Charles Ferdinand Ramuz
- 1929: Josef Nadler
- 1931: Hans Carossa
- 1933: Festgabe Universität Zürich
- 1936: Hermann Hesse
- 1938: Ernst Gagliardi
- 1943: Robert Faesi
- 1947: Fritz Ernst
- 1949: Rudolf Kassner
- 1952: Gertrud von Le Fort
- 1954: Werner Kaegi
- 1956: Max Rychner
- 1959: Maurice Zermatten
- 1962: Emil Staiger
- 1965: Meinrad Inglin
- 1967: Edzard Schaper
- 1969: Golo Mann
- 1971: Marcel Raymond
- 1973: Ignazio Silone
- 1975: Hans Urs von Balthasar
- 1977: Elias Canetti
- 1979: Max Wehrli
- 1981: Philippe Jaccottet
- 1983: Hermann Lenz
- 1985: Herbert Lüthy
- 1989: Jacques Mercanton
- 1992: Erika Burkart
- 1994: Gerhard Meier
- 1997: Giovanni Orelli
- 1999: Peter Bichsel
- 2001: Agota Kristof
- 2004: Klaus Merz
- 2007: Fabio Pusterla
- 2010: Gerold Späth
- 2013, Colectivo de autores[1]
- 2016, Pietro De Marchi
- 2019, Thomas Hürlimann y Adolf Muschg

[actualizar]